# Norbert Brainin

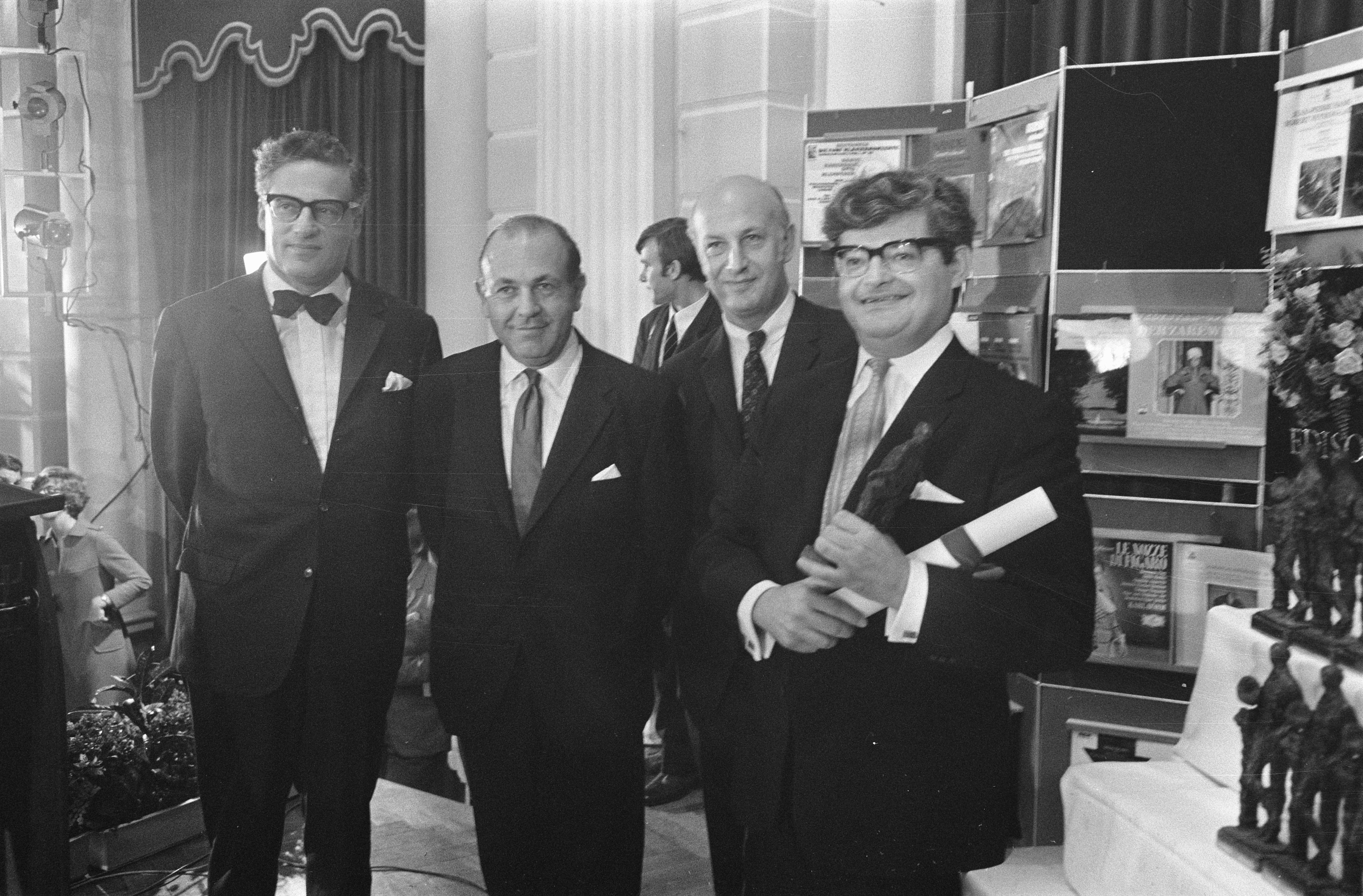
Norbert Brainin (rechts) mit dem Amadeus-Quartett 1969

Norbert Brainin (* 12. März 1923 in Wien; † 10. April 2005 in London) war ein österreichisch-britischer Violinist und der Primgeiger des von ihm gegründeten Amadeus-Quartetts.

## Vita
Norbert Brainin wurde als ältestes Kind von Abraham und Sophie Brainin, geborene Guttenberg, im zweiten Wiener Gemeindebezirk geboren. Nach der Volksschule besuchte er bis 1937 das jüdische Chajes-Realgymnasium, wo er Konzertmeister im Schulorchester war. Sein Vater, der zuletzt im Kürschnerbetrieb der Familie tätig gewesen war, starb jung, und als im Januar 1938 auch die Mutter verstarb, wurden Norbert und seine beiden Geschwister von Verwandten aufgenommen. Den ersten Geigenunterricht erhielt Brainin mit sieben Jahren von seinem Onkel Max Brainin.
Mit zehn Jahren wurde er 1933 Schüler von Ricardo Odnoposoff am Neuen Wiener Konservatorium, dann wechselte er als Privatschüler zu Rosa Hochmann-Rosenfeld, Schülerin von Jakob Grün. Seine Klavierlehrerin war Marie Auber, in Theorie unterrichtete ihn Hugo Kauder.
Brainin war bereits früh antisemitischen Attacken ausgesetzt und musste lernen, sich zu wehren: „Jedes in die Schule gehen […] war eine Schlacht“, so Brainin. Während des Novemberpogroms 1938 wurden Koffer in die Fensterrahmen gestellt, weil der Pöbel Steine warf. Der fünfzehnjährige Norbert war als einziger „männlicher“ Bewohner zu Hause, als die Wohnung von der Gestapo durchsucht wurde: „… man hat sich […] gefürchtet, aber hat damit gelebt. Ich fürchte mich seither vor gar nix mehr.“
Wegen der auch in Österreich einsetzenden Judenverfolgung emigrierte die ganze Familie 1938 nach London. Bis zum Sommer 1939 besuchte Norbert Brainin ein Internat in Leigh-on-Sea, danach lebte er bei einer Tante in London. Rosa Hochmann-Rosenfeld hatte ihn Carl Flesch empfohlen; der Unterricht bei Flesch dauerte jedoch nur ein halbes Jahr, da dieser nach Den Haag ging, dann unterrichtete ihn Fleschs Assistent Max Rostal.
Im Herbst 1940 wurde Brainin als „enemy alien“ in Prees Heath, dann in Onchan auf der Isle of Man interniert. Da dies für den 17-Jährigen rechtswidrig war, wurde er im März 1941 entlassen, doch als „refugee musician“ durfte er eine berufliche Tätigkeit als Musiker nicht aufnehmen. Trotzdem gab er privat Geigenunterricht und machte Kammermusik mit musikbegeisterten Amateuren (unter anderem als Bratscher in einem Quartett zusammen mit Arnold Rosé). Bald häuften sich Konzertauftritte für Exilorganisationen. Er gab Sonatenabende mit Ferdinand Rauter, spielte in Klaviertrios u. a. mit Paul Hamburger und im Kammerorchester Max Rostals, im Orchester des Morley College und in der Dartington Hall Music Group mit. 1944 war er an der Uraufführung des Klarinettenquintetts von Ernst Hermann Meyer beteiligt, der ihn in Musikgeschichte unterrichtete. In den Kriegsjahren musste er als ungelernter Werkzeugmaschinenschlosser zivilen Kriegsdienst leisten. Die Arbeit neben den Konzertauftritten führte zu einer Erkrankung und einer weiteren Unterbrechung des Geigenstudiums. Erst nach Kriegsende konnte er wieder ernsthaft studieren.
Im Jahr 1946 erhielt Brainin für seine Interpretation des Violinkonzerts von Johannes Brahms den Carl Flesch Gold Medal Award. Danach setzte er den Unterricht bei Max Rostal wieder fort. Den Sommer über arbeitete er auf Einladung von Imogen, der Tochter des Komponisten Gustav Holst, als Assistent am Dartington Hall Music Arts Centre in Totnes, Devon. Im Januar 1948 spielte er im Preisträgerkonzert des Carl Flesch-Wettbewerbs in der Royal Albert Hall mit dem London Philharmonic Orchestra das Violinkonzert von Ludwig van Beethoven, daneben machte er weiterhin Kammermusik in unterschiedlichen Besetzungen und mit wechselnden Partnern.
Im Internierungslager Prees Heath hatte Brainin 1940 durch Ferdinand Rauter den österreichischen Geiger Hans (später Peter) Schidlof kennen gelernt. Die beiden führten dort Felix Mendelssohn Bartholdys Violinkonzert in Brainins Bearbeitung für zwei Violinen sowie ein von Brainin komponiertes Geigenduo auf. Im Internierungslager Onchan auf der Isle of Man traf Schidlof, der erst im Juli 1941 entlassen wurde, den gleichaltrigen Geiger Siegmund Nissel. Der englische Cellist Martin Lovett hatte Brainin 1943 bei Hausmusikkonzerten spielen gehört und lernte durch seine spätere Frau, die Rostal-Schülerin Suzanne Rozsa (Rosenbaum), auch Peter Schidlof kennen. 1946 begannen Brainin, Nissel, Schidlof und Lovett Quartett zu spielen. Das erste Konzert – noch unter dem Namen Brainin Quartet – fand am 13. Juli 1947 in der Dartington Hall statt. Zunächst hatten sich Brainin und Schidlof an der Bratsche abgewechselt. Ab dem Debüt unter dem neuen Namen Amadeus Quartet am 10. Januar 1948 in der Londoner Wigmore Hall spielte Brainin permanent die erste Geige. Der überwältigende Publikumserfolg bildete den Auftakt zu Brainins fast 40-jähriger Karriere als Primarius des Amadeus-Quartetts.
Bis zur Auflösung nach Schidlofs frühem Tod 1987 gab das Amadeus Quartet weltweit über 4.000 Konzerte, trat bei allen großen Musikfestivals auf, bestritt zahllose Rundfunk- und Fernsehsendungen und machte an die 200 Plattenaufnahmen. Wenn auch immer wieder zeitgenössische Werke gespielt, auch uraufgeführt wurden (so 1969 das 5. Streichquartett von Joseph Horovitz oder 1976 Benjamin Brittens 3. Streichquartett op. 94), bildeten die Werke der Wiener Klassik doch den Kern des Repertoires. Eng verbunden war der Aufstieg des Quartetts nicht nur mit der Entstehung einer staatlichen Kulturförderung in Großbritannien (CEMA, British Council) und dem Boom der Schallplatte als Massenmedium, sondern auch mit dem 3. Programm der BBC. Der Musikmanager Sir William Glock, der das Quartett bei der Dartington Summer School in Bryanston kennen und schätzen gelernt hatte, und der Redakteur des 3. Programms Hans Keller waren wichtige Förderer.
1948 heiratete Brainin Käthe Kottow. Die Musiker blieben Freunde, obwohl „jede Probe die letzte hätte sein können“, so Brainin. Die unterschiedlichen, aber ebenbürtigen Kollegen, der gemeinsame Hintergrund und die Schule bei Max Rostal prägten ein britisches Ensemble mit „Wiener Klangkultur“, „recognized as probably the leading quartet in Europe, and among the most admired in the world“, so Stanley Sadie.
Nach Schidlofs Tod nahm Brainin auch die solistische Tätigkeit wieder auf. Kammermusik mit prominenten Kollegen stand weiterhin auf dem Programm, so führten Brainin, Nissel und Lovett mit Mitgliedern des Alban-Berg-Quartetts die beiden Brahms-Sextette op. 18 und op. 36 auf. Zu den Kammermusikpartnern des Quartetts gehörten u. a. Clifford Curzon, Emil Gilels, Cecil Aronowitz, Benny Goodman, Mstislav Rostropowitsch, Benjamin Britten und Murray Perahia. Ein Ersatz für Schidlof und die Weiterführung des Amadeus-Quartetts kamen aber nicht mehr in Frage.
Norbert Brainin starb am 10. April 2005 in London. Sein Grab befindet sich auf dem Bushey Jewish Cemetery, Hertfordshire.

## Lehrtätigkeit
1974 wurde Brainin Professor für Violine an der Scuola di Musica in Fiesole, 1976 Professor für Kammermusik an der Kölner Musikhochschule, 1986 Professor an der Royal Academy of Music in London und 1995 an der Hochschule für Musik Franz Liszt Weimar. Zahlreiche erfolgreiche Streichquartette, so das Auryn Quartett, das Carmina Quartett, das Petersen-Quartett und das Škampa Quartett gingen aus seinem Unterricht hervor.

## Auszeichnungen
- 1960 Order of the British Empire
- gemeinsam mit den anderen Quartettmitgliedern: Großes Verdienstkreuz des Verdienstordens der Bundesrepublik Deutschland
- Ehrenkreuz für Wissenschaft und Kunst der Republik Österreich
- Ehrendoktorate der Universitäten York, London und Caracas.
- 15. Dezember 1999 Goldenes Verdienstkreuz des Landes Wien

## Bekannte Verwandte
- Boris Brainin (1905–1996), österreichischer Literat
- Elisabeth Brainin (1949), österreichische Psychoanalytikerin und Autorin
- Fritz Brainin (1913–1992), österreichisch-amerikanischer Dichter[8]
- Harald Brainin (1923–2006), österreichischer Lyriker und Schriftsteller[9]
- Hugo Brainin (geb. 1924), österreichischer Widerstandskämpfer, Kommunist, Bruder von Norbert Brainin
- Max Brainin (1909–2002), österreichisch-amerikanischer Werbegrafiker
- Reuben Brainin (1862–1939), hebräischer und jiddischer Schriftsteller und Literaturkritiker
- Valeri Brainin (1948), russisch-deutscher Musikfunktionär, Musikpädagoge und Musiktheoretiker